# William Douglas, 1:e hertig av Queensberry
William Douglas, (3:e earl och) 1:e hertig av Queensberry, född 1637, död den 28 mars 1695, var en skotsk politiker, far till James Douglas, 2:e hertig av Queensberry. 
Queensberry blev 1680 lordöverdomare och 1682 lordskattmästare, samma år markis och 1684 hertig av Queensberry, men berövades 1686 genom en intrig alla sina ämbeten, eftersom han motsatte sig Jakob II:s planer på katolicismens införande i Skottland.